# Chromacrida radamae
Chromacrida radamae är en insektsart som först beskrevs av Henri Saussure 1899.  Chromacrida radamae ingår i släktet Chromacrida och familjen gräshoppor. Inga underarter finns listade i Catalogue of Life.